# Chandragupta II
Chandragupta II (en sánscrito: चन्द्रगुप्त विक्रमादित्य [chandragupta vikramāditya]) fue el hijo y sucesor de Samudragupta, de la Dinastía gupta, reinando en el periodo 375-415. Tomó el sobrenombre de Vikramaditya (poderoso dios solar, siendo vi-krama: «doble hazaña», y aditiá: «hijo de Aditi», el dios del Sol o alguno de sus hermanos dioses).
Durante su reinado, la dinastía gupta alcanzó su máximo esplendor político y cultural. En su corte actuó Kālidāsa, el más famoso poeta de la India antigua. El peregrino budista chino Faxian, que visitó la India por los años 405-411 durante su reinado, sugiere que gobernó un reino pacífico y próspero. Los santuarios rupestres de Udayagiri también se construyeron durante su reinado.
El matrimonio de su hija Prabhavati Gupta con el rey vakataka Rudrasena II fue un hecho de gran significado político. Con ello, los vakataka (a los que probablemente ya había sometido su padre Samudragupta) se convirtieron en vasallos más seguros. Los enemigos más tenaces del reino, los sátrapas occidentales, fueron vencidos a finales del siglo IV, y su reino, anexionado, convirtiéndose su capital Uyaini en la segunda ciudad de los gupta, tras Pataliputra. De esta manera volvió a quedar abierto el comercio con el Mediterráneo.
Según una transcripción, grandiosa, pero deficiente, que la mayoría de historiadores contempla con escepticismo, Chandragupta II llevó a cabo otra expedición militar que acabó con el Imperio kushana
Chandragupta II fue sucedido por su segundo hijo, Kumaragupta I, nacido de Mahadevi Dhruvasvamini.

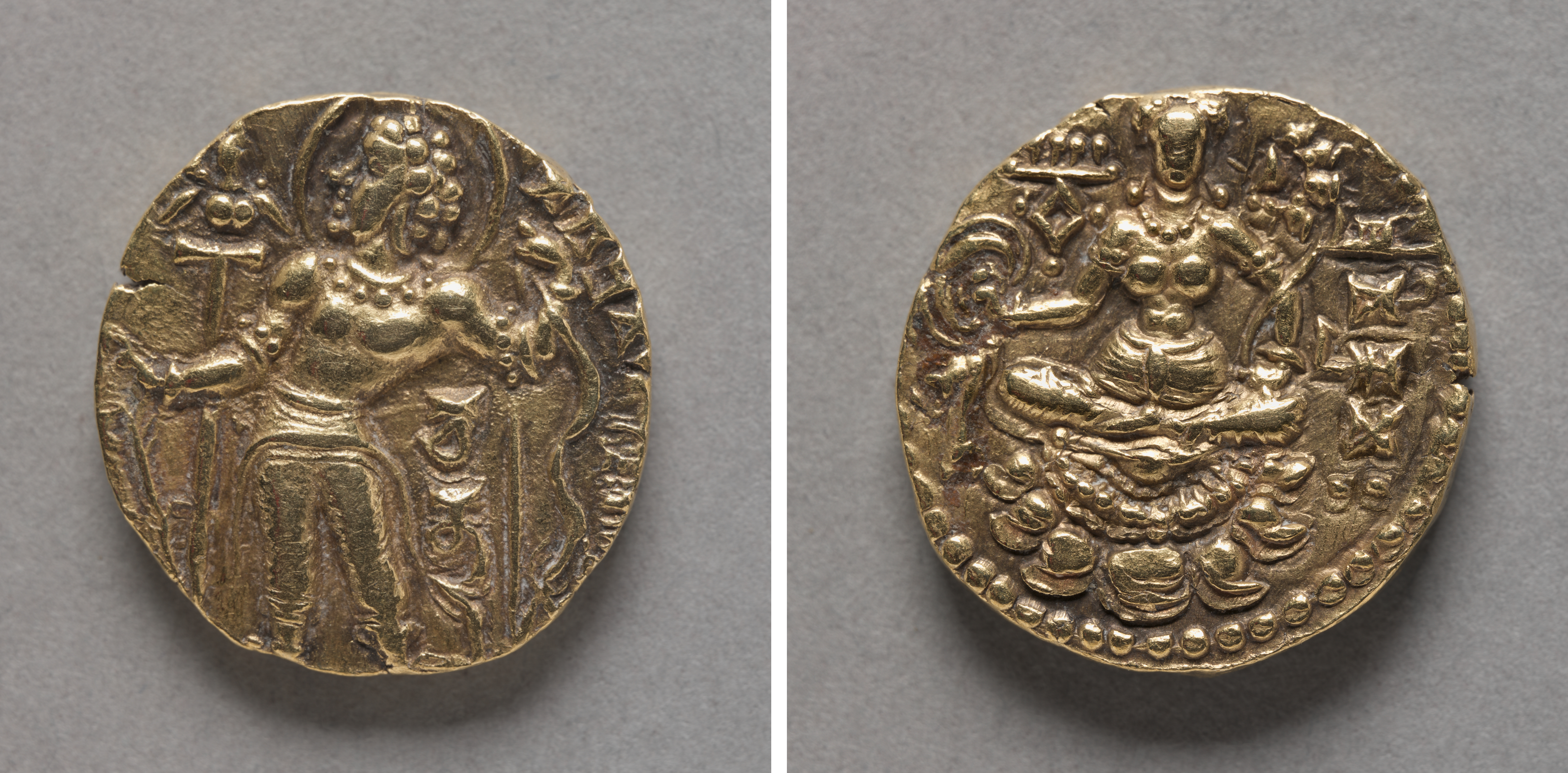
Moneda de oro que representa a Chandragupta II con un arco. Mientras que en el anverso se muestra a la diosa de la fortuna Shri, sentada encima de un loto. Museo de Arte de Cleveland.